# Lista de temporadas da NHL
Essa é uma lista das temporadas da National Hockey League desde o seu início, e também de seu predecessor, a National Hockey Association:

## NHA
1910 |1910–11 |1911–12 |1912–13 |1913–14 |1914–15 |1915–16 |1916–17
As temporadas começavam em janeiro e acabavam em março até a Temporada da NHL de 1910–11, que foi a primeira a iniciar antes do ano novo.

## Anos Iniciais
1917–18 1918–19 |1919–20 |1920–21 |1921–22 1922–23 |1923–24 |1924–25 |1925–26 |1926–27 |1927–28 |1928–29 |1929–30 |1930–31 |1931–32 |1932–33 |1933–34 |1934–35 |1935–36 |1936–37 |1937–38 |1938–39 |1939–40 |1940–41 |1941–42

## Era dos Seis Originais
1942–43 |1943–44 |1944–45 |1945–46 |1946–47 |1947–48 |1948–49 |1949–50 |1950–51 |1951–52 |1952–53 |1953–54 |1954–55 |1955–56 |1956–57 |1957–58 |1958–59 |1959–60 |1960–61 |1961–62 |1962–63 |1963–64 |1964–65 |1965–66 |1966–67

## Anos da Expansão
1967–68 |1968–69 |1969–70 |1970–71 |1971–72 |1972–73 |1973–74 |1974–75 |1975–76 |1976–77 |1977–78 |1978–79 |1979–80 |1980–81 |1981–82 |1982–83 |1983–84 |1984–85 |1985–86 |1986–87 |1987–88 |1988–89 |1989–90 |1990–91 |1991–92 |1992–93 |1993–94 |1994–95 |1995–96 |1996–97 |1997–98 |1998–99 |1999–00 |2000–01 |2001–02 |2002–03 |2003–04 |2004–05 (Locaute)

## Anos pós–lockout até o presente
2005–06 |2006–07 |2007–08 |2008–09 |2009–10 |2010–11 |2011–12 |2012–13 |2013–14 |2014–15 |2015–16 |2016–17 |2017–18 |2018–19 |2019–20 |